# Тхантхакхат
Тхантхакхат или каран (тайск. , кхмер. Тоандакхеат) — надстрочный диакритический знак в тайской и кхмерской письменности, обозначающий непроизносимость согласной буквы, над которой он написан. Например:  — пишется каранат, читается каран.
Графически тхантхакхат омоглифичен сирийской букве аляп , применяется при написании заимствованных слов.

## Варианты написания

Кхмерский
Кхмерский
Тайский